# Allotinus fabius
Allotinus fabius là một loài bướm ngày được tìm thấy ở Ấn Độ, Myanma và Đông Nam Á, thuộc họ Bướm xanh.

## Phạm vi
Naga Hills, Myanmar, Borneo và Philippines. Nagas to Karens. Malaya

## Hình ảnh

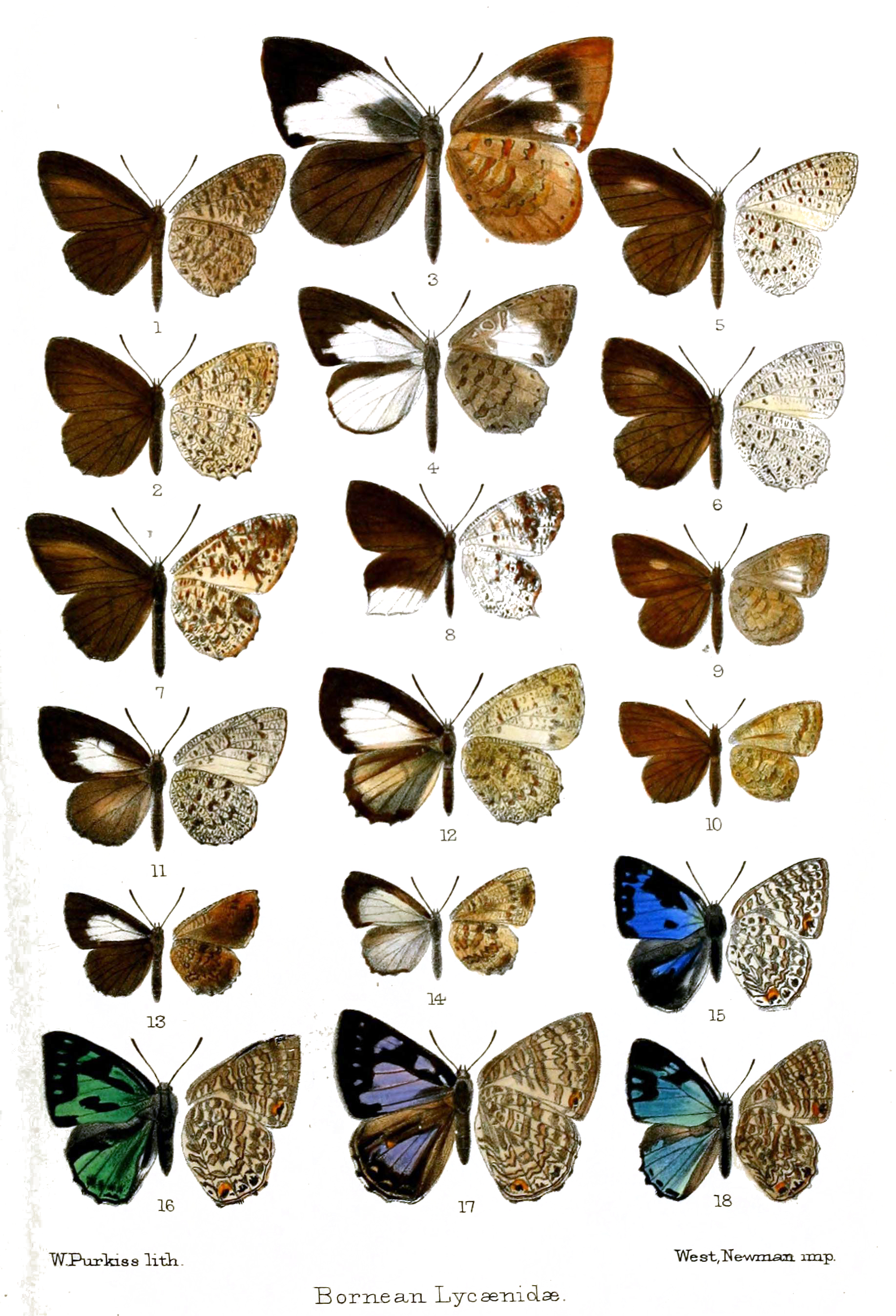